# Тищенко Марат Миколайович
Тищенко Марат Миколайович (рос. Марат Николаевич Тищенко; нар. 18 лютого 1931, Харків, СРСР — пом. 13 березня 2015, Москва, Росія) — авіаконструктор.

## Життєпис
До початку Другої світової разом з батьками жив у Харкові, під час війни сім'я змінила багато місць проживання і в 1944 остаточно оселилася в Москві.
Ще в школі захопився будівництвом моделей літаків та вертольотів, одна з них встановила світовий рекорд по часу польоту, зареєстрований Міжнародною авіаційною організацією.
У 1950 Тищенко із золотою медаллю закінчив середню школу і вступив до МАІ. У 1953 в інституті організована кафедра проектування вертольотів і Тищенко став одним з перших студентів вертольотної спеціальності. Закінчив 1956 року, працював інженером бригади аеродинаміки вертольотобудівного конструкторського бюро, яким керував Михайло Леонтійович Міль. 1959 року призначений начальником бригади аеродинаміки, а 1963 — начальником відділу перспективного проектування ОКБ.
Ним розроблені новий метод і програма розрахунку на ЕОМ аеродинамічних характеристик несучого гвинта вертольота. Створив метод розрахунку аеродинамічних характеристик несучого гвинта на основі лопатевої вихрової теорії, ця робота лягла в основу кандидатської дисертації. Брав участь у створенні вертольотів Мі-2, Мі-6, Мі-7 та Мі-10. 1968 призначений заступником головного конструктора по вертольоту В-12, брав участь у конструюванні Мі-14.
З 1970 року по смерті Міля Тищенко — головний конструктор і керівник Дослідно-конструкторського бюро ім. М. Л. Міля. Брав участь у створенні ряду типів вертольотів. З кінця 1970 на Московському вертолітному заводі ім. Міля розпочався цикл робіт по створенню надвантажопідіймального вертольота Мі-26. Ця методологія стала змістом дисертації на ступінь доктора технічних наук у 1982 році. Того ж року Тищенка призначено на посаду Генерального конструктора.
Починаючи 1975 роком керував конструкторськими роботами над створенням бойового вертольоту нового покоління. Під його керівництвом створений бойовий вертоліт Мі-28 — роботи початі 1978, спортивний Мі-36.
З 1985 року — професор. 1988 року обраний член-кореспондентом АН СРСР, в 1992 році — дійсним членом Російської академії наук.
Був безпосереднім учасником ліквідації Чорнобильської катастрофи.
Лауреат Ленінської премії 1976 року, нагороджений двома орденами Леніна і медалями, орденом Польської Народної Республіки «За заслуги». Герой соціалістичної праці — 1982.
Генеральним конструктором КБ Міля був до 1992 року.
З 1993 року й станом на 2011 рік є президентом Російського вертолітного товариства.
Працював в КБ Міля до 2007 року.